# Apanteles ingenuoides
Apanteles ingenuoides är en stekelart som beskrevs av Papp 1971. Apanteles ingenuoides ingår i släktet Apanteles och familjen bracksteklar. Inga underarter finns listade i Catalogue of Life.